# Das Ich

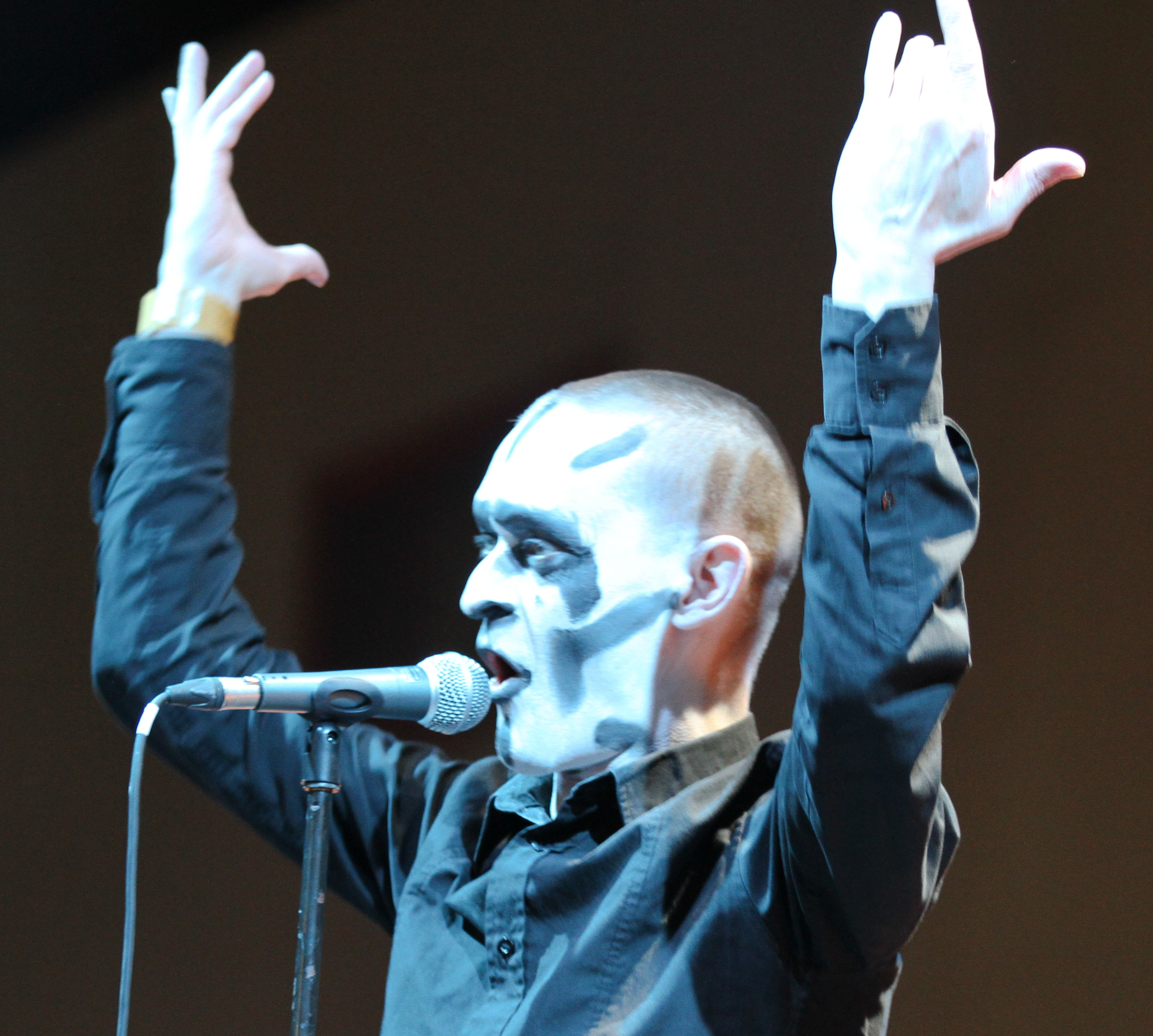
Stefan Ackermann (Wave-Gotik-Treffen 2013)

Das Ich is een Duitse band van elektro- en darkwave-strekking, die in 1989 in Bayreuth opgericht werd.
De stichters van Das Ich waren Bruno Kramm en Stefan Ackermann, waarbij de eerste de nummers componeerde en de laatste de zang verzorgde. Kramm was sinds 1984 met muziek bezig; hij had verschillende projecten geleid onder de namen Decorated Style, Fahrenheit 451 en Alva Novalis. De eerste kiemen van de typische stijl van het latere Das Ich ontstonden in 1986. Van deze projecten zijn nummers op compilatie-cd's uitgebracht. Eén jaar nadat Kramm in 1986 in de discotheek Crazy Elephant in Bayreuth Stefan Ackermann ontmoet had, richtten ze samen het nieuwe project Dying Moments op, waarmee ze twee cassettes in beperkte oplage hebben uitgebracht. Hun stijl was een soort elektronische punk met new wave-invloeden, met teksten in het Duits, Frans, Engels en Latijn. Toenmalige bandleden waren Stefan Pickl en Peter Meier.
In de loop der jaren hebben verschillende keyboardspelers de groep begeleid. Optredens van Das Ich hebben doorgaans een grote spektakelwaarde; de bandleden dragen dikke lagen extravagante make-up en hebben een expressionistisch voorkomen. In de vroege negentiger jaren lag het muzikale accent sterk op de wave, later is de muziek iets harder en ruwer geworden. De songs worden eerst, zonder tekst, door Kramm gecomponeerd, waarna Ackermann er een gepaste tekst op zet. De teksten zijn poëtisch, stellen de maatschappij en de rol van religie daarin ter discussie. Kramm heeft een grote belangstelling voor het werk van Nietzsche, en Ackermanns teksten gaan dan ook voornamelijk over dood en vergankelijkheid. Het nummer 'Gottes Tod', dat uit de beginperiode van Das Ich stamt, bracht de band in verband met een stroming in de Duitse muziek die Neue Deutsche Todeskunst genoemd wordt. Verdere bekende nummers zijn 'Unschuld Erde', 'Des Satans neue Kleider' en 'Die Propheten'.
De groep heeft ook bestaande gedichten op muziek gezet, waaronder van Georg Trakl en Charles Baudelaire. Het album Morgue bestaat volledig uit gedichten uit de gelijknamige cyclus van Gottfried Benn, die hij schreef toen hij in een mortuarium en een lazaret werkte. De nummers handelen over diens plastische beschrijvingen van verrotting, kanker, ratten, autopsieën, en de potsierlijke grootheidswaan van de mens die denkt dat hij iets betekent.

## Discografie
- 1990 Satanische Verse (mc, in 1993 als ep)
- 1991 Satanische Verse / Jericho (cdm)
- 1991 Die Propheten (lp, cd, in 1995 als VS-editie)
- 1994 Stigma (cdm)
- 1994 Staub (lp / cd)
- 1995 Feuer (live-cd)
- 1995 Die Liebe (met Atrocity)
- 1996 Das innere Ich
- 1998 Kindgott (cdm)
- 1998 Egodram
- 1998 Destillat (cdm)
- 1998 Morgue
- 1999 Re_Kapitulation (beperkte compilatie voor de VS)
- 2000 Re_Laborat / Re_Animat
- 2002 Anti'christ
- 2002 Momentum
- 2003 Relikt
- 2004 Lava:Glut
- 2004 Lava:Asche (remix van Lava:Glut)
- 2004 Lava (uitgave voor de VS)
- 2006 Cabaret
- 2006 Cabaret (2 cd's: Cabaret en Varieté, met dvd: Panoptikum)
- 2007 Addendum